# Басов, Александр Васильевич
Алекса́ндр Васи́льевич Ба́сов (7 марта (20 марта) 1914, станица Баклановская — 15 августа 1988, Москва) — советский партийный и государственный деятель, дипломат, министр сельского хозяйства РСФСР (1965).

## Биография
Родился в казачьей семье: отец — сельский учитель (ум. 1920), мать — домохозяйка (ум. 1916). С 1922 года жил в детском доме, в 1924—1930 годах учился в профшколе сельского хозяйства.
С 1930 года работал в Морозовске, затем в районной конторе Прикумска. В 1932 году окончил рабфак Северо-Кавказского института водного хозяйства и мелиорации, работал старшим зоотехником совхоза «Татарстан».
В 1933—1938 годах учился в Вологодском сельскохозяйственном институте, в 1938—1942 годах — в аспирантуре там же.
С 1942 года работал научным сотрудником Вологодского института эпидемиологии и микробиологии, затем директором совхоза «Дикое»; в 1945 году вступил в партию. После войны работал в Вологде, затем — директором Ярославского сельскохозяйственного института. С марта 1951 года — заведующий кафедрой Новочеркасского зоотехнического института; одновременно с 1953 года — член Новочеркасского горкома КПСС. Кандидат сельскохозяйственных наук, доцент.
В 1954—1955 годах — секретарь по сельскому хозяйству Ростовского областного комитета КПСС, в 1955—1960 годах — председатель Исполнительного комитета Ростовского областного Совета.
В 1960—1962 годах — первый секретарь Ростовского областного комитета КПСС. Во время Новочеркасских событий 1962 года не сумел договориться с забастовщиками и спустя несколько часов покинул Новочеркасск.
В 1962—1965 годах — советник при Правительстве Кубы по вопросам животноводства, в 1965 году (в течение 8,5 месяцев) — министр сельского хозяйства РСФСР.
В 1965—1971 годах — чрезвычайный и полномочный посол СССР в Румынии, в 1971—1973 годах — чрезвычайный и полномочный посол СССР в Чили. Отмечают, что его приезд осложнил советско-чилийские контакты и негативно сказался на развитии ситуации, закончившейся свержением президента Чили Сальвадора Альенде.
В 1974—1975 годах — сотрудник центрального аппарата МИД СССР. В 1975—1979 годах — чрезвычайный и полномочный посол СССР в Австралии и на Фиджи по совместительству (1975—1980).
Виктор Суходрев писал о нем: «Фантастический человек. Про него ходило столько забавных рассказов, что из них можно составить отдельную книгу. Например, я слышал о том, как он, будучи послом, приворовывал апельсины в супермаркетах, выпрашивал себе подарки в поездках по стране и тому подобное. Сотрудникам посольства часто приходилось краснеть за своего шефа».
Свободно владел английским языком.
От Ростовской области избирался депутатом Совета Союза Верховного Совета СССР 5-го (1958—1962) и 6-го (1962—1966) созывов.
В 1961—1976 годах — член ЦК КПСС; избирался делегатом XX, XXI, XXII, XXIII и XXIV съездов КПСС.
В октябре 1979 года вышел на пенсию. Похоронен на Кунцевском кладбище.